# رزا کاستیلو وارو
رزا کاستیلو وارو (انگلیسی: Rosa Castillo Varó؛ زادهٔ ۱۲ دسامبر ۱۹۷۴) بازیکن فوتبال اهل اسپانیا است.

وی همچنین در تیم ملی فوتبال زنان اسپانیا بازی کرده‌است.